# Plantago lundborgii
Plantago lundborgii là một loài thực vật có hoa trong họ Mã đề. Loài này được Sparre miêu tả khoa học đầu tiên.